# Federico Sargolini
Federico Sargolini (Vallato, 8 maggio 1891 – Lorenzago di Cadore, 2 agosto 1969) è stato un vescovo cattolico italiano.

## Biografia

### La giovinezza e le prime esperienze
Federico Sargolini nasce l'8 maggio 1891 da Vincenzo Sargolini e Maria Anitori a Vallato, una frazione di San Ginesio sotto la parrocchia di San Cassiano di Sarnano. Dopo aver sentito la vocazione all'età di 6 anni, le sue prime esperienze iniziano con Don Tommaso Pugnali, parroco di San Cassiano definito dal vescovo Antonio Napolioni "il sacerdote più pazzo dell’Arcidiocesi, intelligente e singolare". Nel 1901 entra nel ginnasio seminario di Camerino dove sarà istruito, dal 1904 al 1906, dal professore di teologia Luigi Allevi, per poi passare nel 1913 a studiare a Fermo, dopo la chiusura del seminario camerte, conoscendo l'ideologia di Romolo Murri. Federico, nel corso della sua vita, non racconterà mai come sia riuscito a conciliare la visione della chiesa cattolica classica con quella di Murri.
Ordinato suddiacono il 12 luglio 1913 dal vescovo Pietro Camillo Moreschini e sacerdote per l'arcidiocesi di Camerino il 9 novembre, si impegna fin da subito nelle organizzazioni cattoliche per il sociale, soprattutto con l'Unione popolare, ma con lo scoppio della prima guerra mondiale, viene inviato al fronte. Impegnato come tenente cappellano nella 13ª Divisione, 20º Corpo d'Armata, in attivo nell'Ospedaletto da Campo n. 147, durante il servizio militare annotò tutto nel suo diario personale, dove emerse la sua sensibilità e la sua fierezza. Una notte, la sorella sognò un bombardamento in nottata sull'ospedale e che Federico fosse in pericolo, ma quando tornò in licenza, assicurò a lei di aver dormito bene, mentre allo zio che il sogno si dimostrò reale. Finita la guerra, venne trasferito a Sebenico come assistente alla Regia Marina, nel 1º Reggimento "San Marco", e nello stesso tempo formò un gruppo di religiose con lo scopo di mantenere alto il morale e la pace nella popolazione, azione che venne premiata dall'ammiraglio Enrico Millo con la Croce al merito di guerra il 20 febbraio 1920.

### L'attività nell'arcidiocesi e la chiamata a Roma
Ritornato a Camerino, Federico ricoprì numerosi incarichi: nel 1919 vicedirettore e segretario della Società dei Missionari Eucaristici, nel 1920 parroco di Piandigiove, direttore spirituale del seminario di Camerino e direttore diocesano dell'Apostolato della preghiera e della consacrazione delle famiglie al Sacro Cuore di Gesù, nel 1922 canonico del Duomo, nel 1924 presidente della giunta diocesana di Azione Cattolica e nel 1925, su nomina di papa Pio XI, assistente generale provvisorio delle Universitarie cattoliche italiane, oltre ad essere professore di lettere. Nel 1921 è cofondatore, insieme al vescovo ed amico Antonio Giordani, de Il Cammino, un bollettino bimestrale delle associazioni cattoliche camerti, che poi nel 1929 diventerà L'Appennino Camerte, un giornale settimanale cattolico. Riguardo l'amicizia tra Giordani e Sargolini, Domenico Arignoli scrive:
Divenuto famoso, nel 1924 viene chiamato a Roma per ricoprire il ruolo di vice-assistente centrale dell'Unione Donne, nel 1925 assistente della Federazione universitaria cattolica italiana femminile e nel 1929, dopo aver lasciato questi due incarichi, fu nominato da Pio XI assistente generale della Gioventù Cattolica.

#### La chiusura delle associazioni cattoliche
Dopo la firma dei Patti Lateranensi del 11 febbraio 1929, che sancirono ufficialmente il rapporto tra la Santa Sede e il Regno d'Italia, il 30 maggio 1931, su decisione di Mussolini, vennero chiuse tutte le associazioni cattoliche. Sargolini e il presidente generale della GIAC, Angelo Jervolino, si alternarono per presidiare la sede di Via della Scrofa, fino a quando, la mattina del 30 maggio, la sede fu occupata. Sargolini, giunto intorno alle 10:30, notò che la struttura venne occupata da carabinieri e polizia in assetto di guerra. Dopo un duro interrogatorio da parte delle forze dell'ordine, che cercavano documenti ed informazioni che potessero collegare Azione Cattolica a complotti e cospirazioni ai danni del regime fascista, lui, Jervolino e l'avvocato Emilio Rossi giunsero in Vaticano per essere accolti direttamente da Pio XI, che domandò loro poi le effettive dinamiche della situazione in quanto il Nunzio apostolico per l'Italia inviato dal papa al Ministero degli Esteri era stato ingannato. Nei giorni precedenti, durante la spiegazione del Vangelo in una celebrazione, Federico fu accusato di complottare contro il regime. Con la pubblicazione dell'enciclica Non Abbiamo Bisogno, in risposta all'azione di Mussolini, lo stesso Federico si impegnò personalmente a diffondere il testo muovendosi in giro per l'Italia.

### Il dopoguerra
il 1º ottobre 1963 papa Paolo VI lo nominò vescovo titolare di Lisiade ed ausiliare di Camerino. Ricevette l'ordinazione episcopale 17 novembre dello stesso anno dal cardinale Benedetto Aloisi Masella, co-consacranti l'arcivescovo Giuseppe D'Avack e il vescovo Alfredo Maria Cavagna. Dal 29 settembre al 4 dicembre 1963 partecipò alla seconda sessione del Concilio Vaticano II, dal 14 settembre al 21 novembre 1964 alla terza sessione e dal 14 settembre all'8 dicembre 1965 alla quarta sessione. 
Nel 1965 inviò la richiesta di dimissioni a papa Paolo VI, che l'accettò.

## Genealogia episcopale
La genealogia episcopale è:
- Cardinale Scipione Rebiba
- Cardinale Giulio Antonio Santori
- Cardinale Girolamo Bernerio, O.P.
- Arcivescovo Galeazzo Sanvitale
- Cardinale Ludovico Ludovisi
- Cardinale Luigi Caetani
- Cardinale Ulderico Carpegna
- Cardinale Paluzzo Paluzzi Altieri degli Albertoni
- Papa Benedetto XIII
- Papa Benedetto XIV
- Papa Clemente XIII
- Cardinale Marcantonio Colonna
- Cardinale Giacinto Sigismondo Gerdil, B.
- Cardinale Giulio Maria della Somaglia
- Cardinale Carlo Odescalchi, S.I.
- Vescovo Eugène de Mazenod, O.M.I.
- Cardinale Joseph Hippolyte Guibert, O.M.I.
- Cardinale François-Marie-Benjamin Richard de la Vergne
- Cardinale Pietro Gasparri
- Cardinale Benedetto Aloisi Masella
- Vescovo Federico Sargolini